# Otto Hunte
Otto Hunte   (Hamburg, 9 de gener de 1881 - Potsdam, 28 de desembre de 1960) va ser un dissenyador de producció, director d'artístic i decorador d'escenaris alemany.

## Biografia
Després d'assistir a l'Escola d'Arts Aplicades d'Hamburg, on estudià arquitectura i pintura, va començar a treballar com a dissenyador de decorats per a una companyia berlinesa el 1900. Va participar en la Primera Guerra Mundial entre 1914 i 1918, per després passar a treballar, a partir de 1919, a la productora de Joe May com a dissenyador de vestuari i escenografia. Va dissenyar els escenaris dels díptics cinematogràfics Die Spinnen (1919) i Das indische Grabmal (1921) i, juntament amb Karl Vollbrecht, Martin Jacoby-Boy i Erich Kettelhut, va dissenyar els decorats de la sèrie de pel·lícules d'aventures Die Herrin der Welt (1919).
A la dècada de 1920 va treballar conjuntament amb els seus col·legues Erich Kettelhut, Emil Hasler i Martin Jacoby-Boy. Hunte va ser corresponsable de la realització dels edificis en els decorats de la majoria de les pel·lícules de Fritz Lang a Alemanya. La seva obra més important va ser la creació dels edificis per a Metropolis (1926). Si bé va basar el seu treball anterior en models ja existents, va aconseguir concebre «l'estil arquitectònic de la ciutat futurista de Metropolis […] a partir només de la seva pròpia imaginació». Sent el líder de l'equip, format també per Erich Kettelhut i Karl Vollbrecht, dissenyà decorats i ambientacions complexos, com ara la «Nova Torre de Babel» de 500 metres d'altura, construïda com a model en miniatura i, mitjançant trucs cinematogràfics, col·locada darrere de l'acció real, juntament amb altres edificis com a teló de fons. Per a l'escena de la inundació de la ciutat dels treballadors Hunte contruí un dipòsit de 1.600 metres cúbics d'aigua.
Per al món imaginari de Die Nibelungen (1922-24) va dissenyar, entre d'altres, un bosc artificial amb arbres de nou metres d'altura i un drac mòbil de 21 metres de llargària. L'inspiració de Hunte fou eclèctica, inspirant-se en diversos estils arquitectònics de diferents èpoques.
Die Blaue Engel de Josef von Sternberg (1929) va ser la primera pel·lícula sonora en la carrera de Hunte. Hunte aconseguí treballar en aquesta producció gràcies al seu prestigi i influència en la productora UFA; Sternberg no volia contractar a Hunte com a arquitecte, però la direcció de la Ufa va qüestionar col·laborar amb el director si Hunte no hi era present. El principal repte d'aquella producció va ser l'efecte que el teló de fons i la decoració podien tenir en l'acústica, i que ara calia tenir en compte.
Igual que Karl Vollbrecht, Otto Hunte va participar en la producció de la pel·lícula antisemítica Jud Suß (1940) de Veit Harlan. Va ser a més un dels principals escenògrafs durant l'era nazi i va participar en moltes de les pel·lícules d'entreteniment de Robert A. Stemmle, Günther Rittau i Paul Verhoeven. Hunte va ser un dels molts exartistes de la UFA que després de la Segona Guerra Mundial es van unir al recentment fundat DEFA Studio a Babelsberg el 1946. Juntament amb l'escenògraf Bruno Monden, va treballar en la primera pel·lícula alemanya de postguerra, Die Mörder sind unter uns, de Wolfgang Staudte. Hunte i Monden van utilitzar els enderrocs del Berlín devastat per la guerra per als seus decorats. També van treballar en la pel·lícula de la DEFA Razzia, ambientada en el mercat negre del Berlín de la postguerra. Aquesta va ser l'última producció de Hunte abans de jubilar-se el 1947. A causa del cinema sonor, l'arquitectura cinematogràfica va perdre importància i el guió va començar a prevaler sobre la imatge. En la memòria només queden els seus escenaris de l'època del cinema mut.
Otto Hunte va morir el 28 de desembre de 1960.
El Museu del Cinema Alemany (Deutsches Filmmuseum) de Frankfurt del Main va adquirir el 1990 una col·lecció de 104 dissenys originals de Hunte.